# مخلفات فضائية

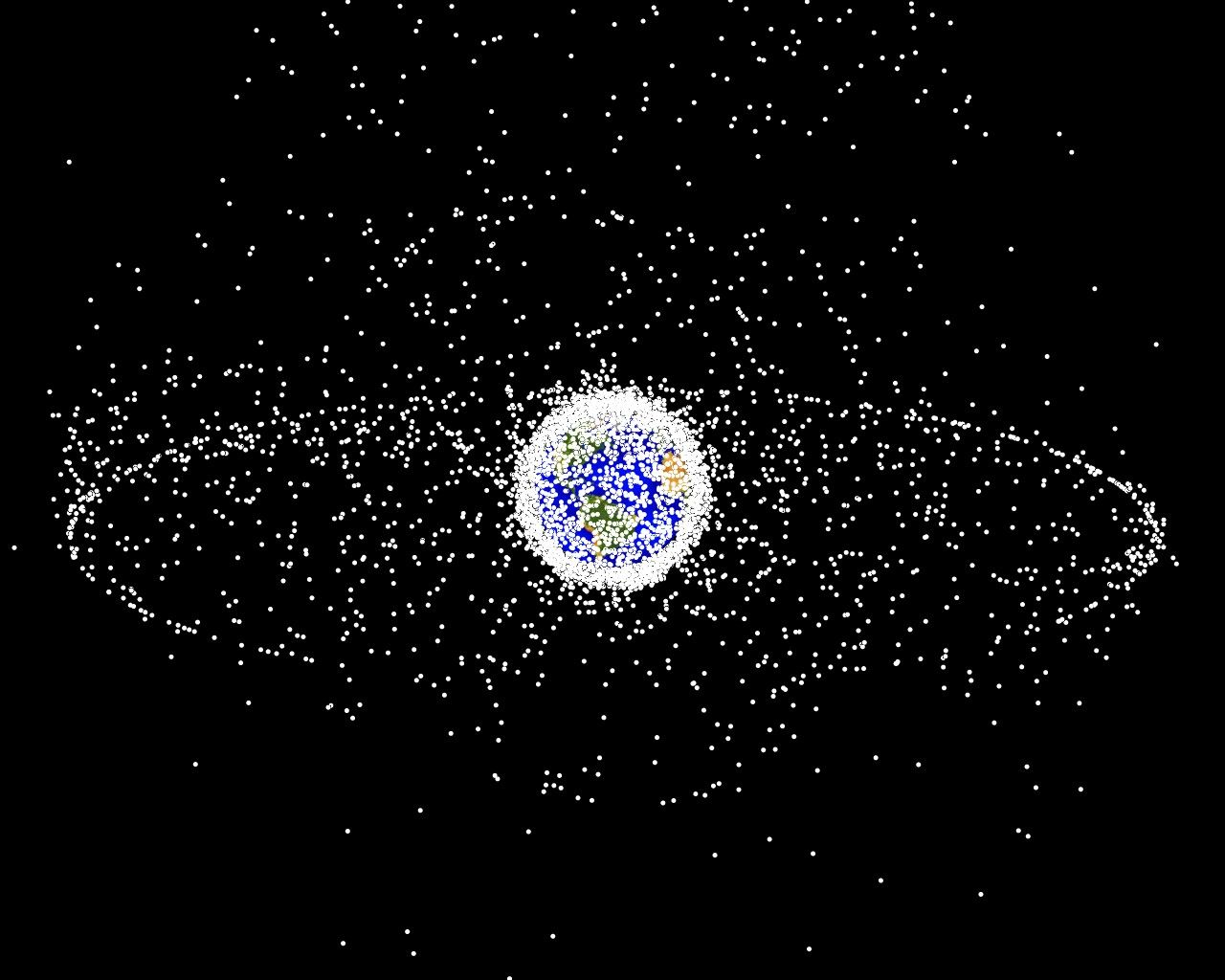
صورة توضح كثافة الأجسام الفضائية الاصطناعية حول كوكب الأرض

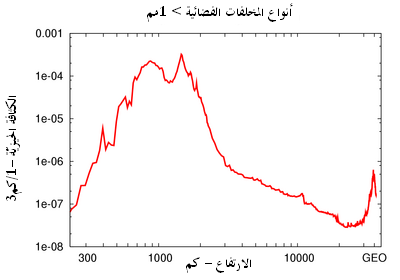
رسم بياني يوضح كثافة الأجسام الفضائية الاصطناعية مقارنة ببعد مدارها عن الأرض، ويلاحظ أن معظم الأجسام تقع على بعد يتراوح بين 800 و 1500 كم من سطح الأرض وهذا المدار يعتبر الأهم للأقمار الصناعية والمحطات الفضائية

المخلفات الفضائية (بالإنجليزية: Space debris أو Space junk) هي مجموعة من النفايات الناتجة من مخترعات الإنسان ومن بقايا الأقمار الصناعية السابحة في مدارات حول كواكب النظام الشمسي، ومنها ما زالت مخلفاته في مدار الأرض تسبح حولها، وتشمل هذه المخلفات أي شيء لم يعد له حاجة في الفضاء كقمر صناعي للاتصالات معطل أو أجزاء من الصواريخ الفضائية الخاصة برفع الاقمار، وقد تكون هذه المخلفات صغيرة الحجم كبقايا قشرة من الأصباغ التي تطلى بها المركبات الفضائية.
حازت المخلفات الفضائية اهتماماً واسعاً من قبل المؤسسات التي تعنى بالفضاء - كالإدارة الوطنية للملاحة الفضائية والفضاء (ناسا) مثلاً - لقدرة هذه الفضلات على التسبب بأضرار فادحة في هيكل المركبات الفضائية والأقمار الصناعية. فمعظم هذه الفضلات تسير بسرعة 8 كم/ثانية (ما يقارب 28800 كم/ساعة). وبهذه السرعة يمكن لهذه الفضلات - مهما صغر حجمها - أن تخترق هيكل المركبات الفضائية وأن تشكل خطرًا على حياة رواد الفضاء. فجسم من المخلفات بحجم كرة التنس يسير بهذه السرعة يحمل قدرة تفجيرية توازي 25 إصبع من الديناميت. كما يقدر أن لجسم بحجم حبة البازلاء يسير بهذه السرعة قوة اصطدام تعادل جسم وزنه 181 كيلوجرام (400 رطل) يسير بسرعة 100 كم/ساعة (60 ميل/ساعة). ويقدر أن هناك ما يقارب 5,5 مليون كيلوجرام من المخلفات الأنسانية بمدار الأرض، منها حوالي مليون جسم أكبر من مليمتر واحد.، 300000 جسم أكبر من سنتيمتر واحد، و 13000 جسم أكبر من كرة التنس وتتوقع ناسا ازدياد أعداد الأجسام الفضائية في مدار الأرض المنخفض بواقع 75% خلال المئتيّ سنة القادمة في حال عدم اتباع إجراءات التقليل من المخلفات الفضائية.

## الحجم
تشير التقديرات إلى أن هناك أكثر من 128 مليون قطعة من المخلفات الفضائية ذات حجم أصغر من 1 سنتيمتر (0.39 بوصة) اعتبارًا من يناير 2019. هناك نحو 900000 قطعة ذات حجم يتراوح بين 1 و10 سنتيمتر. العدد الحالي للمخلفات الكبيرة (أي تلك التي يساوي حجمها 10 سنتيمتر أو أكبر) هو 34000. اعتبارًا من عام 2020، يوجد 8000 طن من المخلفات الفضائية حول الأرض وتتزايد هذه القيمة باستمرار.

## المدار الأرضي المنخفض
في المدارات الأقرب إلى الأرض – على ارتفاع أقل من 2000 كيلومتر (1200 ميل)، المعروفة باسم المدارات الأرضية المنخفضة (إل إي أوه) - هناك عدد قليل من «المدارات العالمية» التي تحتوي على عدد من المركبات الفضائية في حلقات معينة (على عكس المدار الأرضي الجغرافي المتزامن، الذي يُستخدم على نطاق واسع من قبل أكثر من 500 قمر صناعي). بدأ هذا يتغير في عام 2019، وبدأت العديد من الشركات في نشر المراحل الأولى من كوكبات أقمار الإنترنت الصناعية، التي ستدور في العديد من المدارات الأرضية المنخفضة العالمية مع وجود 30 إلى 50 قمر صناعي لكل مستوً مداري. تقليديًا، أكثر المدارات الأرضية المنخفضة اكتظاظًا بالأقمار الصناعية هي تلك التي تحتوي على أقمار صناعية متزامنة مع الشمس، التي تحافظ على زاوية ثابتة بين الشمس والمستوى المداري، ما يجعل مراقبة الأرض أسهل بسبب ثبات إضاءة الشمس. المدارات المتزامنة مع الشمس قطبية، ما يعني أنها تعبر فوق المناطق القطبية للأرض. تدور أقمار المدارات الأرضية المنخفضة في العديد من المستويات، 15 مرة في اليوم بالعادة، ما يؤدي إلى اقتراب الأجسام المدارية من بعضها بشكل متكرر. كثافة الأقمار الصناعية - سواء النشطة أو المتعطلة - أعلى بكثير في المدارات الأرضية المنخفضة.
تتأثر المدارات باضطرابات الجاذبية (التي تشمل في المدارات الأرضية المنخفضة عدم انتظام حقل جاذبية الأرض بسبب التغيرات في كثافة الكوكب)، ويمكن أن تحدث الاصطدامات من أي اتجاه. يساوي متوسط سرعة الاصطدامات في المدارات الأرضية المنخفضة 10 كيلومتر/ثانية وقد يصل إلى أكثر من 14 كيلومتر/ثانية بسبب الانحراف المداري. في عام 2009، اصطدمت مخلفات فضائية بقمر صناعي بسرعة 11.7 كيلومتر/ثانية (26000 ميل/الساعة)، ما أدى إلى تبعثر أكثر من 2000 شظية كبيرة. تعبر هذه القطع العديد من المدارات الأخرى وتزيد من مخاطر التصادمات.
من الممكن نظريًا أن يؤدي تصادم كبير بما فيه الكفاية إلى تأثير تسلسلي، أو حتى جعل بعض المدارات الأرضية المنخفضة غير صالحة للاستخدام على المدى الطويل من قِبل الأقمار الصناعية، وهي ظاهرة تعرف باسم متلازمة كيسلر. من المتوقع أن يمثل التأثير النظري تفاعلًا تسلسليًا من الاصطدامات التي يمكن أن تحدث، ما يزيد بمعدل أسي عدد وكثافة المخلفات الفضائية في المدارات الأرضي المنخفضة.
تُجرى المهمات الفضائية المأهولة في الغالب على ارتفاع 400 كيلومتر (250 ميل) أو أقل، حيث يساعد احتكاك الغلاف الجوي على تفكك المخلفات الفضائية. كثافة الغلاف الجوي العلوي ليست ثابتة عند أي ارتفاع مداري معين؛ إذ تختلف نتيجةً للمد والجزر الجوي كما يتوسع الغلاف الجوي أو ينكمش على مدى فترات زمنية أطول نتيجةً لطقس الفضاء. يمكن أن تزيد هذه التأثيرات طويلة المدى من تأثيرات الاحتكاك الجوي عند الارتفاعات المنخفضة؛ ساهم توسع الغلاف الجوي في تسعينات القرن العشرين في انخفاض كثافة المخلفات الفضائية. كان العامل الآخر هو قلة عمليات الإطلاق الروسية؛ قام الاتحاد السوفيتي بمعظم عمليات الإطلاق الخاصة به في سبعينات وثمانينيات القرن العشرين.

## الارتفاعات العالية
عند الارتفاعات العالية، يمكن أن يؤدي الاحتكاك الجوي والاضطرابات القمرية واضطرابات الجاذبية الأرضية والرياح الشمسية وضغط الإشعاع الشمسي إلى خفض المخلفات الفضائية تدريجيًا إلى ارتفاعات منخفضة (حيث تتحلل)، ولكن على ارتفاعات عالية جدًا قد تستغرق هذه العملية آلاف السنين. على الرغم من أن المدارات ذات الارتفاعات العالية أقل شيوعًا من ناحية الاستخدام مقارنةً بالمدارات الأرضية المنخفضة، أي أن مشكلة المخلفات الفضائي ليست حرجة،  فإن أعداد المخلفات الفضائية تتقدم نحو العتبة الحرجة بسرعة أكبر.
توجد العديد من أقمار الاتصالات في مدارات جغرافية ثابتة (جي إي أوه)، إذ تتجمع فوق أهداف محددة وتتقاسم نفس المدار. على الرغم من أن السرعات النسبية منخفضة بين الأجسام الموجودة في جي إيه أوه، فعندما يتم التخلي عن قمر صناعي (مثل تيلستار 401) قد يصبح في مدار أرضي جغرافي متزامن؛ إذ يزيد ميله المداري بنحو 0.8 درجة وتزداد سرعته بنحو 160 كيلومتر/ساعة (99 ميل/الساعة) كل سنة. تبلغ ذروة سرعة التصادم 1.5 كيلومتر/ثانية (0.93 ميل/ ثانية) تقريبًا. تسبب الاضطرابات المدارية انحرافًا في خطوط طول المركبة الفضائية المتعطلة ومبادرة المستوى المداري. تقترب قطع المخلفات الفضائية (في حدود 50 مترًا) بمعدل مرة واحدة سنويًا. يشكل تصادم المخلفات في المدارات المرتفعة خطرًا أقل على المدى القصير مقارنةً بالمدارات الأرضية المنخفضة، ولكن من المحتمل أن يصبح القمر الصناعي غير صالح للعمل. الأجسام الكبيرة، مثل الأقمار الصناعية التي تعمل بالطاقة الشمسية، معرضة بشكل خاص لتصادمات المخلفات الفضائية.
على الرغم من أن الاتحاد الدولي للاتصالات يطلب دليلًا على إمكانية نقل الأقمار الصناعية خارج مداراتها في نهاية عمرها الافتراضي، تشير الدراسات إلى أن هذا الإجراء غير كافٍ. نظرًا لأن مدار جي إي أوه بعيد جدًا ما يحول دون قياس الأجسام التي يقل طولها عن متر واحد بدقة، فإن طبيعة المشكلة ليست معروفة جيدًا. يمكن نقل الأقمار الصناعية إلى مناطق فارغة في مدار جي إي أوه، ما يتطلب مناورةً أقل تعقيدًا ويجعل من السهل التنبؤ بالتحركات المستقبلية للقمر الصناعي. تمثل الأقمار الصناعية أو الصواريخ المعززة في مدارات أخرى، خاصةً تلك العالقة في مدار انتقالي جغرافي ثابت، مصدر قلق إضافي نظرًا لسرعة عبورها العالية.
على الرغم من الجهود المبذولة للحد من مخاطر التصادمات، فقد تعرضت بعض المركبات الفضائية لحوادث التصادم. في 11 أغسطس 1993، ضرب نيزك قمر الاتصالات التابع لوكالة الفضاء الأوروبية أوليمبوس 1 ونُقل في النهاية إلى مدار جبانة. في 29 مارس 2006، ضرب جسم غير معروف قمر الاتصالات الروسي إكسبريس إيه إم 11 ما أدى إلى تعطله؛ تمكن مهندسو القمر الصناعي من الاتصال به لوقت سمح لهم بإرساله إلى مدار جبانة.

## تاريخ المخلفات الفضائية

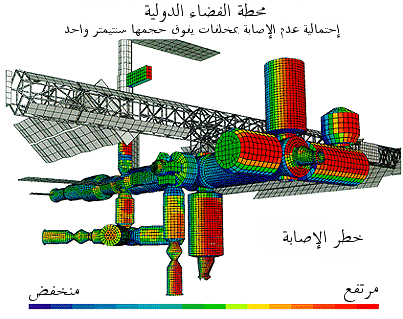
صورة توضح احتمالية إصابة محطة الفضاء الدولية بالمخلفات الفضائية. اللون الأحمر يعبّر عن احتمالية إصابة عالية بينما يعبّر الأزرق عن احتمالية منخفظة.

منذ بداية عصر اكتشاف الفضاء عام 1957، أطلق حوالي 4600 مركبة فضائية لوضع 6000 قمر صناعي في المدار المخصص له. ولعل أقدم هذه الأقمار هو القمر فانقارد 1 (بالإنجليزية: Vanguard I) الذي أطلق عام 1958، ويعتبر هذا القمر الصناعي أقدم المخلفات الفضائية حيث لا زال يقبع في مدارهِ حول الأرض. وتشكل هذه الأقمار نسبة بسيطة مقارنة بالمخلفات الأخرى كقشر الأصباغ وخزانات الوقود، وتعتبر التصادمات بين الأقمار الفضائية مصدر آخر للمخلفات، ففي تقرير لوكالة ناسا للفضاء عام 1991، حذر دونالد كسلر (بالإنجليزية: Donald Kessler) من خطر التصادم المتسلسل للأقمار الصناعية، حيث المخلفات - الناتجة عن تصادم جسمين فضائيين من بقايا الأقمار الصناعية - ستؤدي إلى تصادم أعداد أكبر من الأجسام الفضائية. ولعل ما حذر به كيسلر حصل في العاشر من فبراير عام 2009 حيث اصطدم قمرين صناعيين إحداهما أمريكي، تديره شركة ايريديوم ساتيلايت (ال ال سي)، والآخر روسي موضوع لأغراض التجسس، ونتج عن هذا التصادم ما بين 500 و 600 جسم لا يتعدى حجم بعضها 10 سنتيمترات. وبعد هذه الحادثة قامت ناسا بقياس احتمالات حدوث حادث خطير لإطلاق المكوك الفضائي فوجدت أن هناك احتمال حدوث حادث خطير لكل 318 عملية إطلاق مكوكية. ويعتقد أن بعض هذه المخلفات الناتجة عن الاصطدام قد تبقى في مدار كوكب الأرض لمدة 10000 عام.
وإن من أهم الحوادث التي أدت إلى تكون العديد من المخلفات ما حصل بتاريخ 11 يناير سنة 2007 عندما اختبرت جمهورية الصين الشعبية صواريخ مضادة للأقمار الصناعية، فاطلق صاروخ يعمل بالوقود الصلب من قاعدة زيجانق (بالصينية: 西昌) ليصيب أحد الأقمار الصناعية الصينية، وكان القمر المصاب يدور في مدار قطبي وهو متخصص في قياس الأرصاد الجوية، ومن الجدير بالذكر أن الصاروخ المضاد للأقمار الصناعية لم يكن مجهزاً برأس متفجر بل دمر القمر عن طريق الأصطدام بهِ فقط، ومع هذا فقد نتج عن الانفجار ما بين 2300 و 2500 جسيم (أصغرها بحجم كرة التنس)، مما يجعل هذا الأصطدام الحدث الأكبر في تكوين المخلفات الفضائية. ويختلف هذا الحدث عن الأختبارات التي قامت بها كل من الولايات المتحدة الأمريكية والاتحاد السوفيتي إبان الحرب الباردة حيث أختبر أكثر من 20 صاروخ مضاد للأقمار الصناعية، ويكمن الأختلاف أن معظم التجارب التي تمت بين العامين 1968 و 1986 كانت لأقمار في مدار منخفض والمخلفات التي نتجت عن انفجارها سرعان ما أحترقت في الغلاف الجوي للأرض، بينما التجربة الصينية تمت على ارتفاع 550 كم عن سطح الأرض والمخلفات التي نتجت عنها انتشرت على مسافة تتراوح بين 200 كم و 3850 كم مما قد يؤثر على غالبية الأقمار الموجودة في مدار الأرض المنخفض. وفي شهر يونيو من عام 2007، أدى هذا الكم من المخلفات إلى تغيير مسار القمر الصناعي (المركبة الفضائية تيرّا المتخصصة في دراسة المناخ) (بالإنجليزية: Terra environmental spacecraft) لتجنب الأصطدام المحتمل بالمخلفات الناتجة عن التجربة الصينية، لتكون المرة الأولى التي تضطر فيها وكالة ناسا للفضاء إلى تغيير مسار مركبة أو قمر صناعي. ولكن إن أعتبر هذا الحدث هو الأكبر في تكوين المخلفات الفضائية تبقى الولايات المتحدة الأمريكية والاتحاد السوفيتي السابق هما المسببان الأكبر لبقايا المخلفات الفضائية على مدى أكثر من 50 عام منذ التجربة الفضائية الأولى. ومما يؤكد على ذلك تقرير وكالة ناسا عن المخلفات الفضائية عام 2004 الذي حدد مقدار المخلفات الفضائية في مدار الأرض الناتجة عن الرحلات الفضائية لكل دولة كما هو مبين في الجدول التالي:
|                          | الولايات المتحدة الأمريكية | دول الاتحاد السوفيتي السابق | فرنسا | الصين | الهند | اليابان | وكالة الفضاء الأوروبية | دول أخرى | المجموع |
| ------------------------ | -------------------------- | --------------------------- | ----- | ----- | ----- | ------- | ---------------------- | -------- | ------- |
| حاويات الحمولات الفضائية | 981                        | 1313                        | 33    | 38    | 27    | 84      | 33                     | 327      | 2836    |
| أجسام الصواريخ           | 525                        | 815                         | 92    | 22    | 6     | 29      | 6                      | 14       | 1509    |
| مخلفات المهام الفضائية   | 619                        | 429                         | 87    | 11    | 1     | 19      | 11                     | 2        | 1179    |
| مخلفات محطمة             | 1556                       | 1383                        | 114   | 250   | 106   | 0       | 11                     | 0        | 3420    |
| انفصال أجسام غير مخطط له | 106                        | 13                          | 1     | 0     | 0     | 0       | 0                      | 0        | 120     |
| المجموع                  | 3783                       | 3953                        | 327   | 321   | 140   | 132     | 61                     | 343      | 9064    |

ومع ازدياد أعداد المخلفات الفضائية باتت تهدد سلامة المركبات والأقمار الفضائية وخاصة محطة الفضاء الدولية. ففي يوم 12 مارس سنة 2009 تم إخلاء المحطة الدولية إثر اقتراب جسم فضائي بصورة خطرة من المحطة، ويقدر طول الجسم بثلث بوصة، ولكن على الرغم من ذلك، كان لهذا الجسم قدرة تخريبية كبيرة من الممكن أن تهدد مستقبل المحطة الدولية التي تقدر قيمتها بحوالي 100 مليار دولار. ونتيجة لتأخر إبلاغ رواد المحطة بالجسم، لم يعد بمقدورهم المناورة حوله، مما اضطرهم إلى إخلاء المحطة ولجوئهم إلى كبسولة الإنقاذ سويوز (بالإنجليزية: Soyuz escape ship) لحمايتهم من انخفاض الضغط الحاد في حالة وقوع الاصطدام.

## رصد المخلفات الفضائية
ذكر في تقرير للجنة استخدام الفضاء الخارجي في الأغراض السلمية التابعة للأمم المتحدة في عام 1999 الطرق المتبعة لرصد المخلفات الفضائية وهي كالتالي:
- الرصد بواسطة أجهزة أرضية:
  - بواسطة الرادار: تنتشر الرادارات ذات القدرة على رؤية الأجسام الفضائية في عدد من الدول، منها ألمانيا (تملك رإدارين)، اليابان (ثلاث رادارات)، روسيا وأوكرانيا (رادار واحد)، الولايات المتحدة الأمريكية (خمس رادارات). وأدق هذه الرادارات هو الرادار غولدستون (بالإنجليزية: Goldstone) التابع لناسا، حيث له القدرة على رؤية جسم يصل قطره إلى مليمترين على ارتفاع 500 كم.
  - بواسطة أدوات بصرية: يمكن رؤية الأجسام الفضائية عندما تعكس أشعة الشمس أثناء الليل باستخدام المقراب.
- الرصد بواسطة مركبات فضائية. وذلك عن طريق:

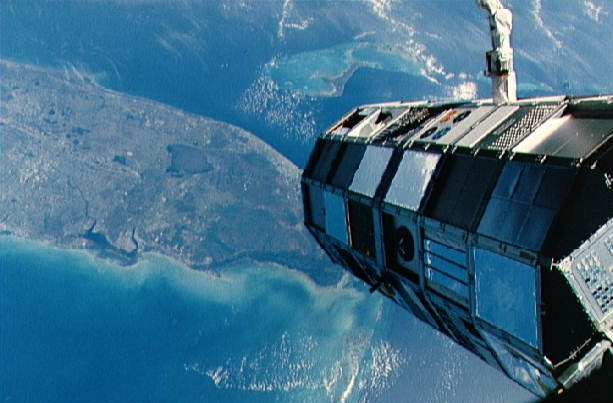
"المركبة المعرضة لمدة طويلة" Long duration exposed facility مصدر مهم للمعلومات عن المخلفات الفضائية.

- فحص بدن المركبات العائدة إلى الأرض وتقدير عدد المخلفات تباعاً. ويتم تقدير عدد الأجسام على أساس المدة التي قضتها المركبة في الفضاء ومساحة السطح المعرض للإصطدام بالمخلفات الفضائية. وأحد هذه المركبات هي المركبة المعرضة لمدة طويلة (بالإنجليزية: Long duration exposed facility) وقد أطلقت هذه المركبة عن طريق مكوك الفضاء شالنجر لقياس عدد المخلفات الفضائية. وتقدر مساحة المركبة بحوالي 151 متر مربع. أتمت الأخيرة 32422 دورة حول مدار الأرض خلال 5 سنوات و 7 أشهر (بداية من شهر أبريل سنة 1986 حتى شهر يناير من سنة 1990). وحالياً تدور حول مدار الأرض مركبة مماثلة وهي المركبة الفضائية المدارية (بالإنجليزية: Space shuttle orbiter) منذ عام 1992. وتقدر مساحة سطحها بحوالي 100 متر مربع.
- إرسال أقمار صناعية خصيصاً لرصد الأجسام الفضائية. ويتم رصد الأجسام الفضائية عن طريق الأشعة دون الحمراء.
- إرسال مركبات فضائية تتولى رصد قطع النفايات الفضائية.

## أشهر المخلفات الفضائية

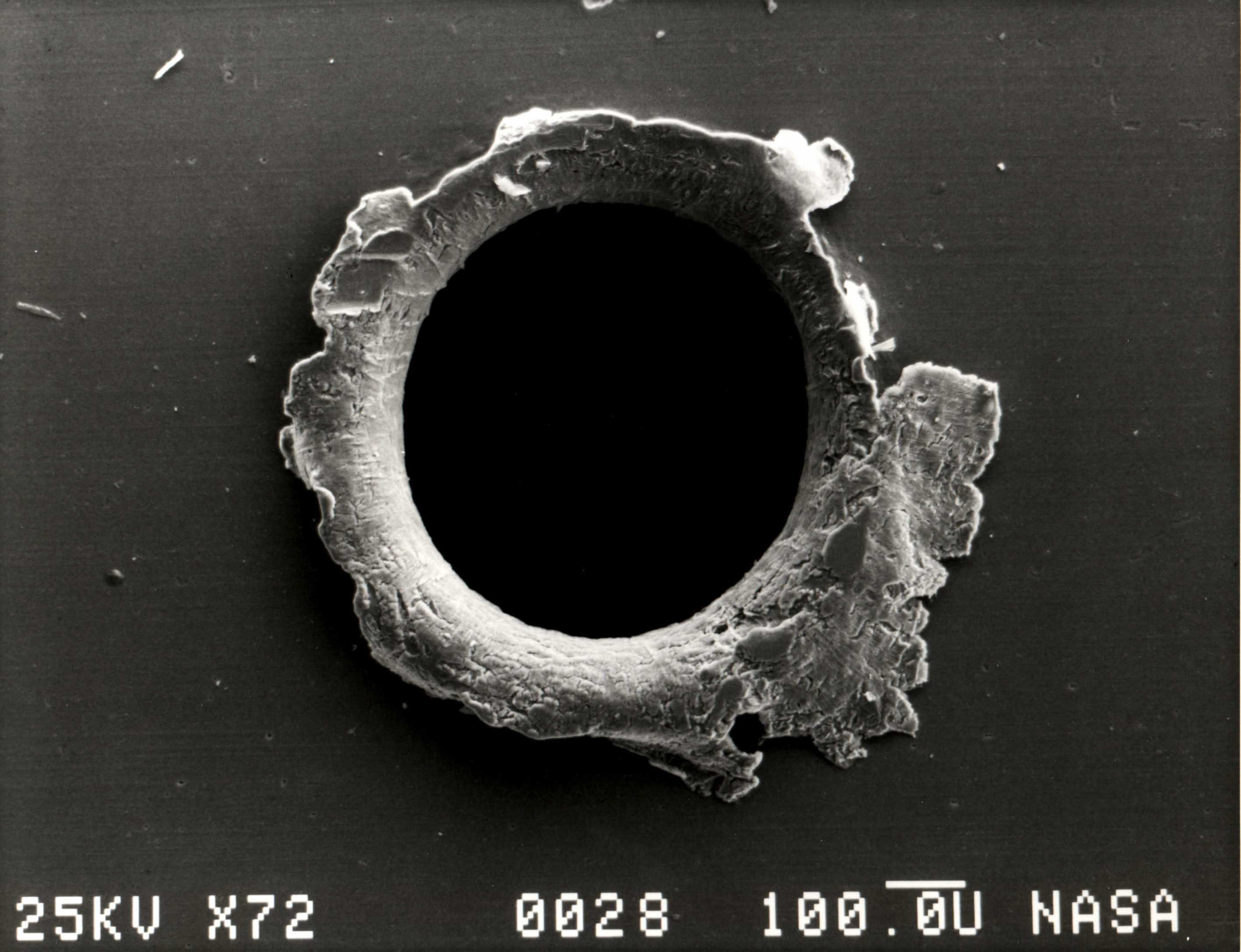
أحد الثقوب الناتجة من اصطدام المخلفات الفضائية بلوحة من جسم قمر صناعي

- في 18 نوفمبر سنة 2008 سقط من رائد الفضاء هيرماري ستيفانيشين-بيبر (بالإنجليزية: Heidemarie Stefanyshyn-Piper) علبة أدوات خلال أعمال صيانة الذراع الإنسالية لمحطة الفضاء الدولية، وتقدر قيمة الأدوات بحوالي 100000£ يضاف إليها 10000£ قيمة شحن الكيلوجرام الواحد إلى المحطة الدولية (قد يكون وزن العدة أكثر من أول أقل من كيلوجرام).
- في عام 1966 أضاع الرائد ميكل كولينز (بالإنجليزية: Michael Collins) آلة تصوير قيمة، كان يستخدمها في تصوير الأرض من الفضاء، ولأن الكاميرا سويدية الصنع، ابتهج السويديون في تلك الفترة واعتبروا الكاميرا هي أول قمر صناعي سويدي يدور حول الأرض، ويعتقد أن الكاميرا لا تزال تدور في مدارها حول الأرض.
- في شهر فبراير من سنة 2006 تم القاء بذلة فضاء مزودة بجهاز أرسال على موجات اللاسلكي كي يتم دراسة قدرة تجهيز البدلات الفضائية لتكون أقمار صناعية، وسميت البذلة «بالبذلة القمرية 1» (بالإنجليزية: SuitSat-1). وقد أحترقت البذلة في شهر سبتمبر من عام 2006 نتيجة احتكاكها بالمجال الجوي للأرض، ويتم الآن تجهيز النسخة الثانية والمطورة منها والتي ستحمل اسم «البذلة القمرية 2» (بالإنجليزية: SuitSat-2).
- لعل أغرب جسم فضائي هو ما نتج عن تجربة القنبلة النووية في عام 1957 في لوس ألاموس، نيومكسيكو، حيث أدى الانفجار إلى طيران غطاء قناة التفجير بسرعة جعلتهُ يخرج من المجال الجوي، ويعتقد أن هذا الغطاء هو أول جسم فضائي من صنع الإنسان، لأن هذه التجربة حدثت قبل إطلاق القمر سبوتنك-1 السوفيتي.[2]

## أحداث متعلقة بدخول المخلفات الفضائية للمجال الجوي

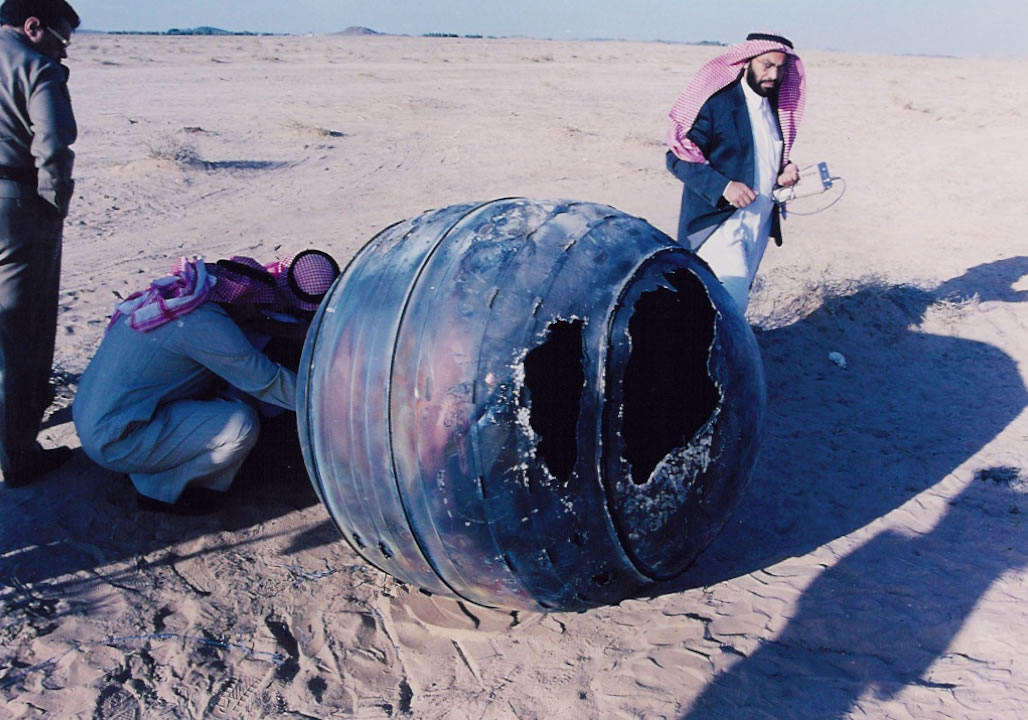
أحد المخلفات الفضائية التي وقعت في المملكة العربية السعودية في تاريخ 21 كانون الثاني 2001.

يقدّر عدد الأجسام الداخلة للمجال الجوي للأرض من المخلفات الفضائية خلال فترة الأربعين سنة الماضية بمعدل جسم واحد يومياً. ومعظم هذه الأجسام صغيرة ولا تسبب ضررا، ولكن بعضها قد ينجو من الاحتكاك بالغلاف الجوي ويصل إلى سطح الأرض، لعل ما يلي أشهر الأحداث المتعلقة بدخول المخلفات الفضائية للمجال الجوي وبلوغها لسطح الأرض:
- أسوأ الحوادث المتعلقة بدخول المخلفات الفضائية للمجال الجوي كان في شهر يوليو عام 1979 عندما دخلت المحطة الأمريكية سكاي لاب (بالإنجليزية: Skylab) المجال الجوي للأرض قبل الموعد الحدد لها، وقد سقطت أجزاء المحطة التي تزن 78 طن على أجزاء متفرقة من أستراليا.[26]
- في 22 مارس سنة 2007 سقط جزء من حطام قمر صناعي روسي كان يستخدم لأغراض تجسسية قرب طائرة الإيرباص إيه 340 التابعة لشركة خطوط الطيران التشيليّة في رحلتها من سانتياغو بالتشيلي إلى أوكلاند، نيوزيلندا وعلى متنها 270 راكب خلال طيرانها عبر المحيط الهادي.[27]
- إلى الآن سجلت إصابة واحدة بسبب المخلفات الفضائية حيث أصيبت لوتي ويليامس (بالإنجليزية: Lottie Williams) عام 1997 في كتفها بجسم قياسه 1013 سنتيمتر. وقد تأكد وجود الجسم وحدد مصدره بأنه أحد أجزاء خزان الوقود للمركبة دلتا- 2 والتي أطلقتها القوات الجوية الأمريكية في عام 1996.[28]
- أن عدد حوادث تحطم الأقمار الصناعية المسجلة رسميا في الفضاء منذ عام 1961 بلغ حوالي 250 قمراً، حيث سجل أول حادث تحطم في عام 1961، ويشمل هذا العدد الأقمار الصناعية، وكذلك مراحل صواريخ النقل ووحدات التعجيل.[29]

## محاولات الحد من المخلفات

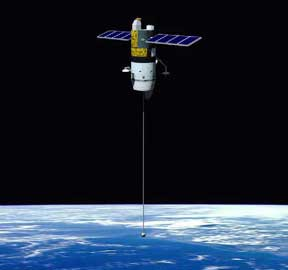
صورة فنية لقمر صناعي يستخدم الربط الكهروديناميكي للتخلص من المخلفات الفضائية.

على الرغم من خطورة المخلفات الفضائية، فإنه لا يوجد اتفاق عالمي للتقليل من كميتها. وقد قدمت لجنة استخدام الفضاء الخارجي في الأغراض السلمية التابعة للأمم المتحدة مجموعة من التوصيات المتعلقة بالمخلفات الفضائية عام 2007. وتركز تلك التوصيات على الجوانب التالية:
- الحد من الحطام المنبعث من العمليات العادية.
- تقليل حالات التشظّي (تكوّن الشظايا) أثناء الأطوار التشغيلية للمركبات الفضائية.
- الحد من احتمال الاصطدام العرضي في المدار.
- تفادي التدمير العمدي وسائر الأنشطة الضارة.
- الحد من تواجد طويل الأمد للمركبات غير المستخدمة.

وتعتبر ناسا أول وكالة فضاء تقوم بإصدار تقرير يتضمن قواعد للحد من المخلفات الفضائية وكان ذلك في عام 1995. وبعدها بعامين قامت حكومة الولايات المتحدة الأمريكية بإصدار مذكرة بقواعد ممارسات التخفيف من المخلفات الفضائية (بالإنجليزية: Orbital Debris Mitigation Standard Practices)، واعتمدت المذكرة على تقرير ناسا.

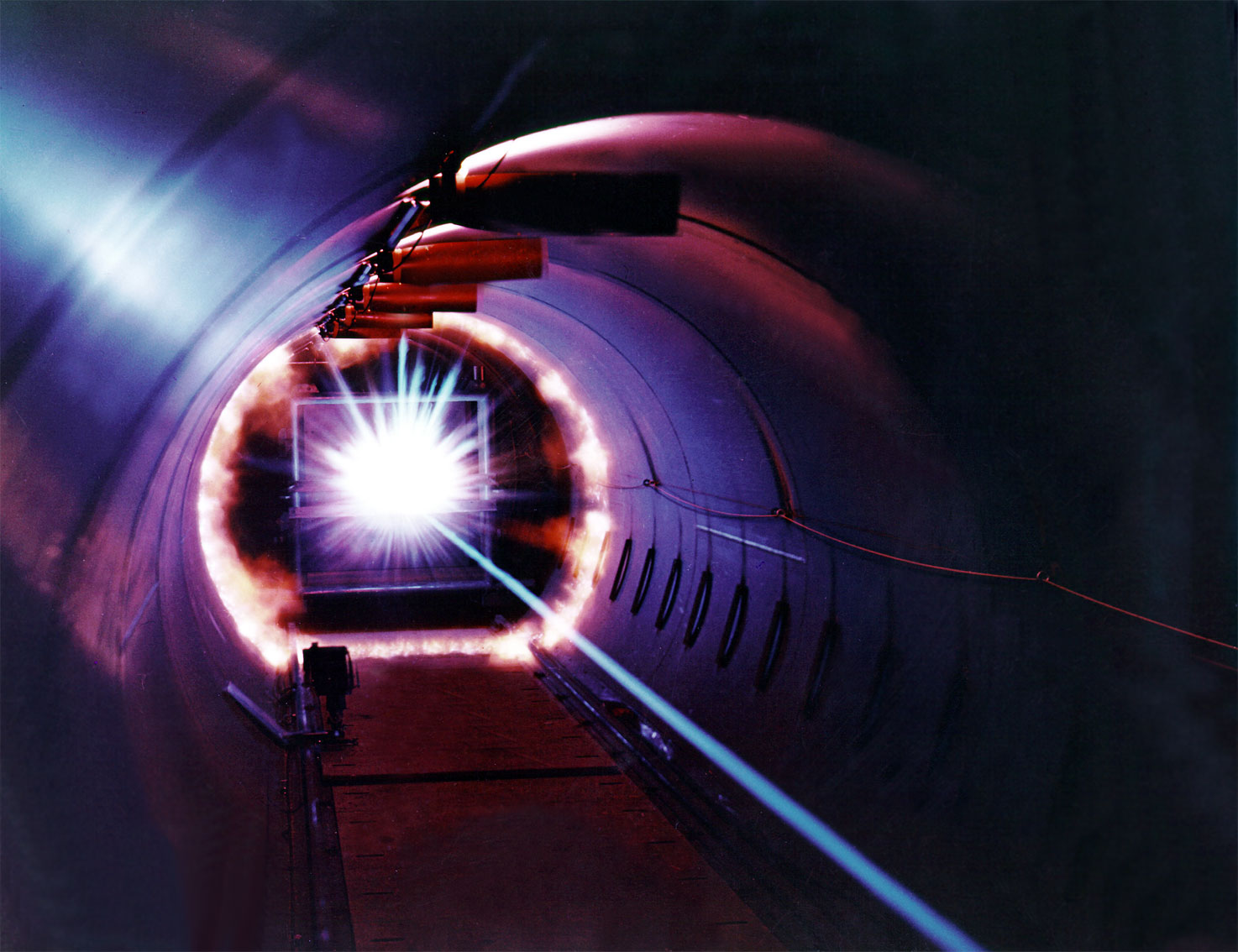
مركز أختبار السرعات العالية Hypervelocity test facility في مركز جونسون للفضاء.

كذلك فقد أطلقت وكالة الفضاء الأوروبية برنامج لدراسة المخلفات الفضائية ووضع قواعد لتقليل ومنع حدوث تصادمات للأقمار الصناعية والمركبات الفضائية في مدارات الأرض. وقد أطلق البرنامج في العاشر من فبراير سنة 2009 بتكلفة 50 مليون يورو.
وهناك حالياً عدد من الدراسات بخصوص المخلفات الفضائية الموجودة. وإحدى هذه الدراسات تشير إلى إمكانية إرسال قمر صناعي تكون مهمته إدخال المخلفات الفضائية إلى المجال الجوي للأرض. وبهذه الطريقة يتخلص من الجسم الفضائي باحراقهِ عن طريق شدة الاحتكاك بالغلاف الجوي. وتبنى نظرية القمر الصناعي على إبطاء من سرعة الجسم الفضائي باستخدام وسائل للربط الكهروديناميكي. كما يتم دراسة طرق أخرى للتخلص من المخلفات الفضائية كاستعمال أشعة الليزر أو وضع مصدات تعمل على تغيير مسار الأجسام الفضائية غير المرغوب بها بحيث تدخل المجال الجوي للأرض.
وتصمم ناسا الآن المركبة الفضائية «أوريون» بحيث تكون مزودة بدرع واقي. ويختبر هذا الدرع في مركز جونسون للفضاء التابع لناسا. حيث تقذف أجسام ذات أحجام مختلفة لتصطدم بالدرع بسرعة تتراوح بين 7 و 8 كم/ثانية (25200 - 28800 كم/ساعة). وتحلل المعطيات بواسطة الحاسوب لكي تعطي صورة مقربة لما قد يحصل بالفضاء.

## المخلفات الفضائية في الأفلام السينمائية
- عرضت المخلفات الفضائية في فيلم والي (بالإنجليزية: WALL-E) في مقطع خروج شخصيتي الفيلم الرئيسيتين من الأرض.
- تُشكّل مشكلة المخلفات الفضائية جزءًا هامّا من فيلم المنغا-أنمي بلانتيز (بالإنجليزية واليابانية: プラネテス ،Planetes).

## وصلات خارجية
- مكتب ناسا لبرنامج المخلفات الفضائية. نسخة محفوظة 8 أكتوبر 2019 على موقع واي باك مشين.
- مكتب ESA للمخلفات الفضائية.
- مضمار الفضاء- مصدر المعلومات المتعلقة بمراقبة الفضاء.
- مخلفات EISACT الفضائية خلال السنة القطبية العالمية. نسخة محفوظة 7 أغسطس 2020 على موقع واي باك مشين.